# 伊戈尔远征记

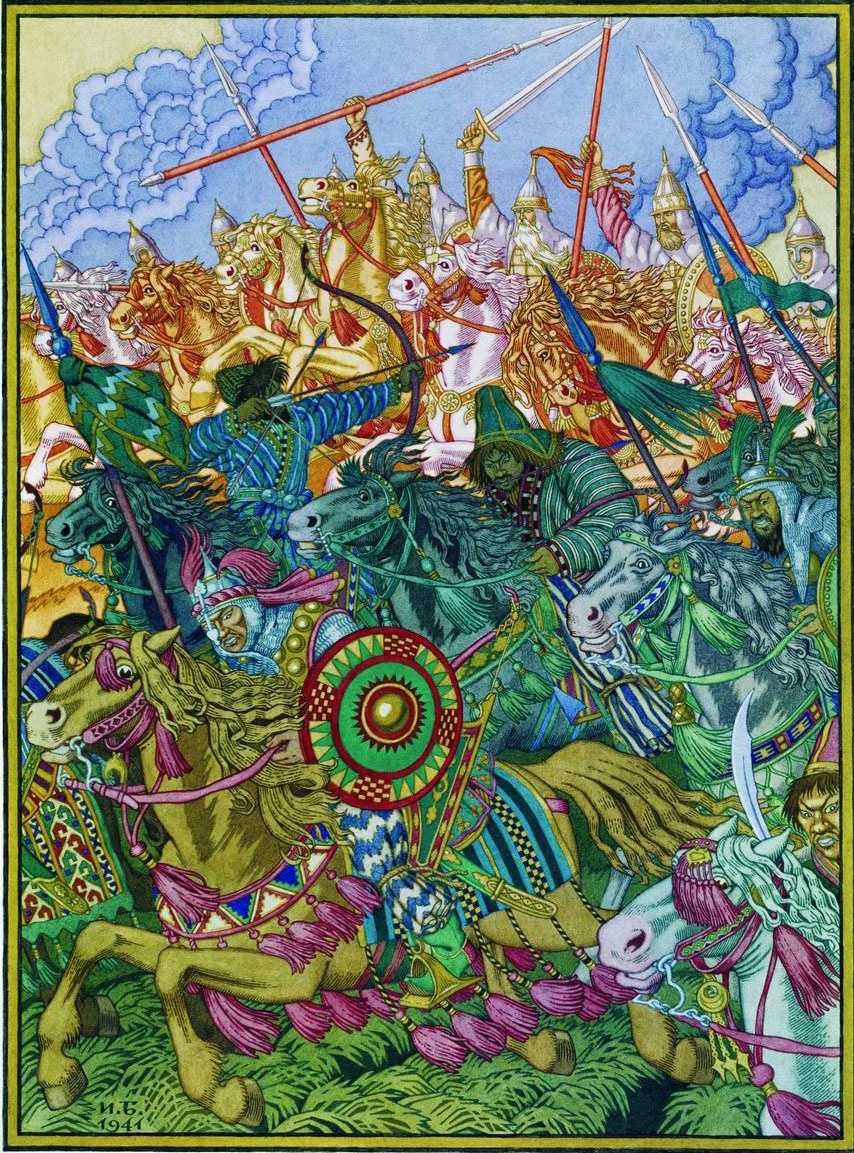
伊凡·比利宾所画的《伊戈尔远征记》插图

伊戈尔远征记（羅馬化：Slovo o plŭku Igorevě），全称《斯维亚托斯拉夫之子、奥列格之孙伊戈尔远征记》，是以古東斯拉夫語写成的一部史诗，被认为是乌克兰古代文学中最伟大的作品。这部史诗以真实的伊戈尔远征失败为素材，刻画出了伊戈尔等俄罗斯勇士的形象，通过“金言”表达出了反对王公内讧，维护罗斯统一的爱国主义思想:1-3。《伊戈尔远征记》与《罗兰之歌》、《熙德之歌》、《尼伯龙根之歌》并称为中世纪英雄史诗的代表作品。

## 背景
公元12世纪中叶起，基辅罗斯面临解体的危险，诸王公各自为政，内讧不止；与此同时，生活在南方草原上的波洛夫人乘机对罗斯进行侵优。1184年基辅大公伊戈爾·斯維亞托斯拉維奇曾对波洛夫人进行了成功的征讨，身为诺夫哥罗德-塞维尔斯克公的伊戈尔因初春路冻、未能赶到参加这次征讨。1185年4月底，伊戈尔召集几位王公对波洛夫人进行又一次征讨，初战胜利后遭到大败，伊戈尔本人也被俘，不久逃回。史诗描写的就是伊戈尔的这次失败的远征、基辅罗斯内部的反应和伊戈尔最终逃回国内。

## 主要内容
《伊戈尔远征记》主体可分为三个部分。

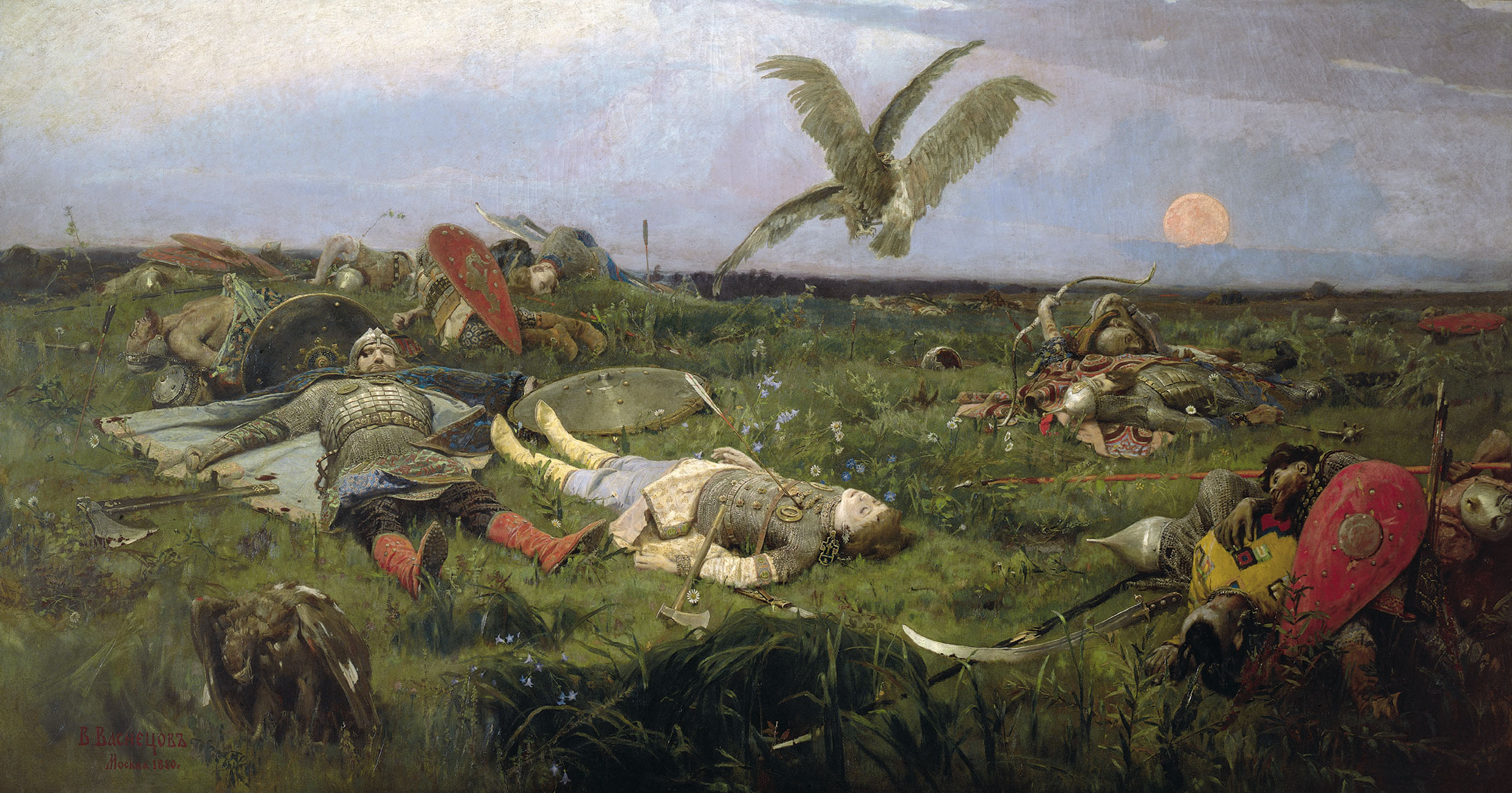
维克多·瓦斯涅佐夫1880年创作的伊戈尔战败场面

- 第一部分：以古代诗人博扬对各王公的歌颂为对比，强调史诗所写的都是伊戈尔远征的史实。伊戈尔不顾日蚀凶兆，执意出征。初战告捷后，再战遇到波洛夫人主力，寡不敌众而大败，此处史诗回顾了若干位王公的英勇作战的场面，突出战况的激烈和伊戈尔最终被俘的不幸，伊戈尔批评了他为了追求个人荣誉而擅自出征的自私举动。

- 第二部分：是基辅大公斯维亚特斯拉夫面对大臣披肝沥胆的“金言”，大公批评了伊戈尔的一意孤行，感慨基辅罗斯内讧重重，”可叹的是各路诸侯不给我支持，时代教人无所作为”，随后历数各地王公的英勇，批评他们的内讧，号召他们团结起来，共同抵御异族的侵略，“为洗雪时代的耻辱，为罗斯大地，为勇武的伊戈尔报金创之仇！”

- 第三部分：写伊戈尔的妻子雅罗斯拉夫娜在城垣上哭夫，责问风、第聂伯河和太阳为何不帮助伊戈尔和奋战而死的罗斯战士，

太阳啊，三倍光明的太阳啊！
你对什么人都是温暖而美丽的：
神啊，你为什么要把你那炎热的光芒
射到我丈夫的战士们身上
为什么又在无水的草原用干渴扭弯他们的弓
用忧愁堵住他们的箭囊？”
这段哭诉情感真挚动人，富有诗意。之后写伊戈尔趁波洛夫人不备，逃回了罗斯祖国:9。

## 发现、争议与研究

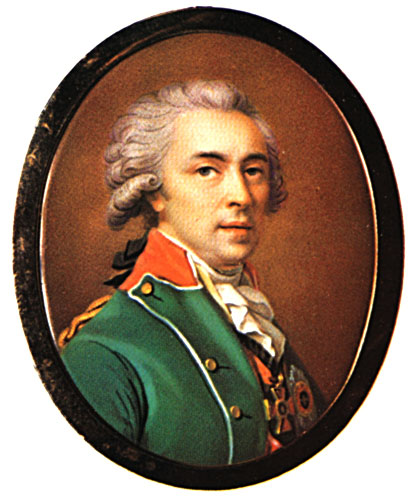
阿列克谢·伊万诺维奇·穆辛-普希金，《伊戈尔远征记》手稿发现者

《伊戈尔远征记》的手抄本是1795年在雅罗斯拉夫尔的一座废弃的修道院中被发现的。修道院的僧侣将手抄本卖给了当地学者、著名的文献收藏家阿列克谢·穆辛-普希金，穆辛-普希金立刻认识到了该抄本的价值，大约在1795-1796年他向叶卡捷琳娜二世进献了一份原稿的复制本，之后他在阿列克谢·马林诺夫斯基、尼古拉·邦蒂什-卡缅斯基和尼古拉·米哈伊洛维奇·卡拉姆津的帮助下，于1800年出版了一个印刷本,并附加了译文和注释。由于《伊戈尔远征记》使用的是古东斯拉夫语非古教会斯拉夫语，这一点立即引起了学者的热烈讨论。在1812年的莫斯科大火中，穆辛-普希金的图书馆被烧毁，《伊戈尔远征记》的手稿也毁之一炬。
由于唯一的手稿已经无存，加之这部史诗文学成就，相对于相对落后的基辅罗斯文化水平过于超前，一直有学者怀疑《远征记》的写作年代，认为它系后人的伪笔，是某些国家民族主义者将若干史料缀合而成的伪作，但随着越来越多的古文献的发现，研究者发现伊戈尔远征记的语言风格比较符合当时的风格。1975年哈萨克诗人奥勒扎斯·苏莱曼诺夫认为《伊戈尔远征记》一书中真伪参半，因为其中部分曾于16世纪重写过，倾力研究《伊戈尔远征记》的利哈乔夫则对此进行了反驳 。
今日的主流观点已认为，《伊戈尔远征记》的内容形成于12世纪末，最初可能是口头流传，其中的许多形象（比如开头以名诗人鲍扬开头、某些战斗场面、伊戈尔出逃等）显然取自民歌，并富有民歌的象征意义。雅罗斯拉夫娜的哭诉则源于民间的哭丧曲。人与自然的天然联系、多神偶像的崇拜反映了当时的诗学观点。作品中运用象征、哭诉、比喻等修辞手法，显然源于民间创作。直到13世纪才成文。

## 影响

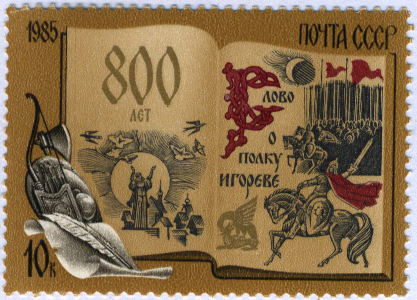
苏联于1985年发行的纪念伊戈尔远征八百周年的邮票

《伊戈尔远征记》影响了后来的很多俄罗斯文学和音乐创作。15世纪时，索封尼所著的叙事诗名著《顿河彼岸之战》，无论总的布局还是对史料的处理，显然是从《伊戈尔远征记》中得到借鉴。其后，普希金、雷列耶夫常使用《伊戈尔远征记》中的典故、而亚历山大·勃洛克的《在库里科沃平原上》也明显受到它的影响。许多著名的俄国诗人都曾研究过或翻译过它。亚历山大·波菲里耶维奇·鲍罗丁根据《伊戈尔远征记》创作了著名歌剧《伊戈尔王子》。1985年在基辅举行了纪念《伊戈远征记》诞生八百周年的国际学术讨论会。
如今研究《远征记》的著作和论文数以千计，译本有几百个。在中文领域里，1917年周作人在《欧洲文学史》中第一次提到了《伊戈尔远征记》，之后的瞿秋白在1921年的《十月革命前的俄罗斯文学中》也对其作了简要论述。常见的中文译本有：
- 1957年，人民文学出版社出版了由魏荒弩从利哈乔夫的现代俄语译本翻译的中文译本，1995年译者又重新修订了译文，2000年出版。
- 2003年，译林出版社出版了李锡胤从古俄语文本直接译出的译本。